# British Battlegroup
British Battlegroup (UK Battlegroup) eller (mer sällan) Brittiska stridsgruppen är en av EU:s två aktiva snabbinsatsstyrkor. Styrkan avlöste Nordic Battlegroup 08 samt Spanish-led Battlegroup och stod i parallell beredskap med French-German based Battlegroup under perioden juli - december 2008. Till skillnad mot Nordic Battlegroup är de ingående förbanden inom British Battlegroup stående, dvs. de är hämtade från brittiska Permanent Joint Headquarters, som upprättades 1996 för att kunna sättas in som ett fredsförband. British Battlegroup samt French-German based Battlegroup blir avlösta av Tjeckien och Slovakien (Czech-Slovak Battlegroup).